# Dontnod Entertainment
Don't Nod Entertainment SARL, besser bekannt als Dontnod Entertainment (Eigenschreibweise DONTИOD), ist ein französisches Spielentwicklungsstudio mit Sitz in Paris.
Bekannt wurde Dontnod vor allem durch die Spiele Life Is Strange sowie Vampyr und Remember Me.

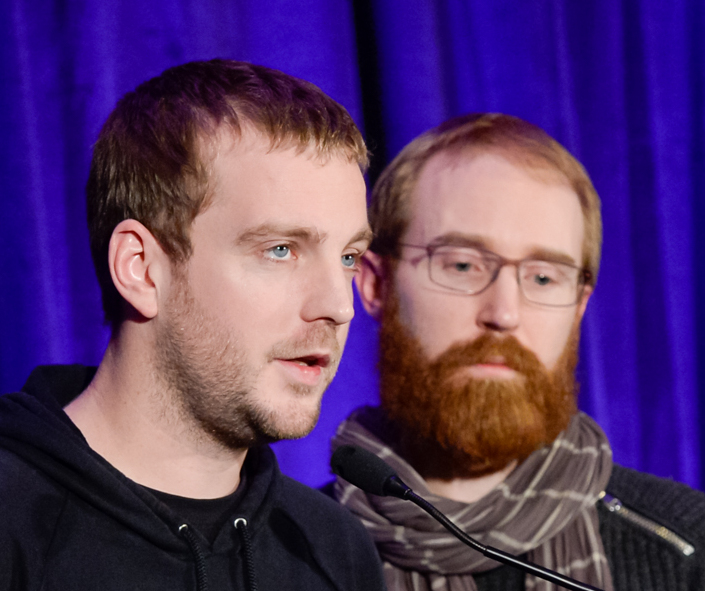
Raoul Barbet und Michel Koch (Life-Is-Strange-Entwickler) von DONTNOD Entertainment auf der GDC 2016

## Geschichte
Dontnod wurde gemeinsam von Hervé Bonin, Aleksi Briclot, Alain Damasio, Oskar Guilbert und Jean-Maxime Moris sowie weiteren ehemaligen Ubisoft-, Electronic-Arts- und Criterion-Games-Mitarbeitern am 2. Juni 2008 gegründet.
Das erste veröffentlichte Spiel Remember Me erhielt nach dem Verkaufsstart positive bis zu mittelmäßige Bewertung unter anderem von IGN und Metacritic.
Am 31. Januar 2014 berichteten französische Medien, dass Dontnod aufgrund der schwachen Verkaufszahlen von Remember Me Insolvenz angemeldet hatte.
Dontnod bestätigte die Berichte und gab an, dass man sich in einer Umstrukturierung befinde.
Kurz darauf folgte die Ankündigung, mithilfe von öffentlicher Finanzierung unter der Projektbezeichnung  What If? ein neues Entwicklungsprojekt zu starten.
Am 5. Juni 2014 gab Dontnod bekannt, dass man zusammen mit Square Enix an einem neuen Spiel für den digitalen Vertrieb arbeitet, welches im Jahr 2015 unter dem Namen Life Is Strange veröffentlicht wurde.
Später wurde bekannt, dass What If? der Projektname für die Entwicklung von Life Is Strange war.
Ab November 2014 arbeitete das Studio dann an seinem dritten Titel Vampyr, der im Sommer 2018 veröffentlicht wurde.
Zudem befindet sich ein bisher unangekündigtes Projekt in der Entwicklung.
Der Verkaufserfolg von Life Is Strange sorgte für eine erhöhte Wahrnehmung von Dontnod Entertainment im Bereich der Videospiele und erhöhte auch das eigene Ansehen gegenüber anderen Herstellern und Publishern aus der Branche.
Nach dem Erfolg von Life Is Strange war Dontnod nicht mehr (wie vorher) mit der Problematik nach der Suche für einen großen Publisher konfrontiert, vielmehr erhielt das Studio seitdem Angebote und Anfragen seitens der Publisher ohne eigenes Zutun.
Im April 2016 erklärte Mitgründer und Geschäftsführer Oskar Guilbert, dass man bisherige Planungen, das Studio zu einem großen (Triple-A) Entwickler aufzubauen, auf Eis gelegt hat und man sich eher in der Entwicklung von Indie-Spielen sieht.
Am 18. Mai 2017 gab Dontnod bekannt, an einem zweiten Teil von Life Is Strange zu arbeiten. Die erste von fünf Episoden von Life Is Strange 2 wurde am 27. September 2018 veröffentlicht.
Am 10. Juni 2018 kündigte Dontnod Entertainment auf der E3-Pressekonferenz von Microsoft das Spiel The Awesome Adventures of Captain Spirit an, welches ein Spin-off von Life Is Strange und eine Einführung in das Universum von Life Is Strange 2 darstellen soll. Eine Besonderheit von Captain Spirit ist, dass es im Unterschied zu den vorherigen Spielen nicht im Episodenformat veröffentlicht und es zudem kostenlos sein wird.

## Veröffentlichungen (Auswahl)
Auswahl der Spiele von Dontnod Entertainment:

### Als Entwickler
| Titel                                    | Publisher                  | Veröffentlichung                        | Plattformen                                                             |
| ---------------------------------------- | -------------------------- | --------------------------------------- | ----------------------------------------------------------------------- |
| Remember Me                              | Capcom                     | 7. Juni 2013                            | PlayStation 3, Xbox 360, Windows                                        |
| Life Is Strange                          | Square Enix                | 30. Januar – 20. Oktober 2015           | PlayStation 3, PlayStation 4, Xbox 360, Xbox One, Windows, Linux, macOS |
| Vampyr                                   | Focus Home Interactive     | 5. Juni 2018                            | PlayStation 4, Xbox One, Windows                                        |
| The Awesome Adventures of Captain Spirit | Square Enix                | 25. Juni 2018                           | PlayStation 4, Xbox One, Windows                                        |
| Life Is Strange 2                        | Square Enix                | 27. September 2018 bis 3. Dezember 2019 | PlayStation 4, Xbox One, Windows                                        |
| Tell Me Why                              | Xbox Game Studios          | 27. August – 10. September 2020         | Xbox One, Windows                                                       |
| Twin Mirror                              | Bandai Namco Entertainment | 1. Dezember 2020                        | PlayStation 4, Xbox One, Windows                                        |
| Harmony: The Fall of Reverie             | Dontnod Entertainment      | 8. Juni 2023                            | PlayStation 5, Xbox Series, Nintendo Switch, Windows                    |
| Jusant                                   | Dontnod Entertainment      | 31. Oktober 2023                        | PlayStation 5, Xbox Series, Windows                                     |
| Banishers: Ghosts of New Eden            | Focus Entertainment        | 12. Februar 2024                        | PlayStation 5, Xbox Series, Windows                                     |
| Lost Records: Bloom & Rage               | Don’t Nod                  | 18. Februar 2025 – 15. April 2025       | PlayStation 5, Xbox Series, Windows                                     |

### Als Publisher
| Titel                    | Entwickler | Veröffentlichung  | Plattformen              |
| ------------------------ | ---------- | ----------------- | ------------------------ |
| Gerda: A Flame in Winter | PortaPlay  | 1. September 2022 | Nintendo Switch, Windows |